# Miangalua
Miangalua è una circoscrizione rurale (rural ward) della Tanzania situata nel distretto rurale di Sumbawanga, regione di Rukwa. Conta una popolazione di 14 419 abitanti (censimento 2012).